# 潍莱高速铁路
潍莱高速铁路（简称潍莱高铁），即潍荣高速铁路潍莱段，又称济青高铁潍莱支线，是中国山东半岛一条连接潍坊市与莱西市的高速铁路。线路为双线，正线全长125.97千米，西起自潍坊市济青高铁潍坊北站，途经昌邑市、平度市、东至莱西市青荣城际铁路莱西站，设计时速350千米。潍莱高铁是环渤海地区山东省城际轨道交通网的一部分。2020年11月26日，潍莱高铁开通运营，初期运营时速300公里每小时。

## 历史

### 修建背景
山东半岛是中国最早对外开放的地区之一。自烟台1861年开埠以来，多次修建铁路的动议。早在1868年，在烟台的英国商人福开森,就曾向英国公使提议修建烟台—潍县的铁路。然而直至中华人民共和国成立，青岛以东的胶东半岛地区仍然没有铁路。1952年8月，在朝鲜战争的背景下，蓝烟线开始修建。1956年1月1日，蓝烟线正式通车，同年7月1日交付运营，成为烟台第一条铁路。
2008年胶济客运专线建成，2014年青荣城际线（济南方向）建成通车，烟威地区动车组可经由联络线驶入胶济客专线，进而通往潍坊和济南方向。然而无论是蓝烟线还是青荣城际线，通往济南方向均需经由青岛铁路枢纽，和经由莱阳—莱西—平度—潍坊的路径相比，绕行60公里以上。

### 项目规划
2011年，环渤海地区山东半岛城市群城际轨道交通网规划(2011-2020年)通过批复。随着山东半岛蓝色经济区规划的批复和推进以及京沪高铁等建成通车，半岛经济区发展格局的推动及各地城市化进程的发展，2014年有在原规划的基础上对山东半岛城市群城际轨道交通网规划进行了调整完善。2014年4月，国家发改委日前正式批复了《环渤海地区山东省城际轨道交通网规划(调整)》。按此规划，潍坊至莱西城际铁路将作为近期（2020年前）项目实施。2014年12月，山东省发布了《山东省综合交通网中长期发展规划（2014－2030年）》，提出将济青高速铁路潍莱支线作为青岛周边环形快速铁路的一部分。
2015年1月30日，山东省省长郭树清参加省十二届人大四次会议烟台代表团审议时说，争取潍莱高铁项目年内开工建设，可与济青高铁同时通车。2015年2月4日至6日，中国国际工程咨询公司在潍坊组织专家组，对铁三院编制的潍坊至莱西铁路工程预可行性研究报告进行了评估。山东省发改委有关领导，青岛市、烟台市、潍坊市、威海市政府领导及发改部门负责人，山东铁投公司、济南铁路局有关负责人参加会议。根据预可研报告推荐方案，线路自拟建济青高铁潍坊北站引出，沿荣潍高速公路向东，经昌邑、平度，引入青荣城际铁路莱西北站，正线（双线）长124.4km，设计行车速度350km/h。项目投资估算总额为160.48亿元，施工总工期3年，争取与济青高铁同步实施。项目建成后，烟威地区通过青荣—潍莱—济青出行较通过青荣—济青直达济南时间缩短约20分钟。
2015年2月28日，潍坊至莱西铁路得到山东省发改委的批准。
2016年3月21日，铁道第三勘察设计院发布了《新建铁路潍坊至莱西铁路客运专线环境影响评价第一次信息公告》。
2016年5月9日，铁道第三勘察设计院发布了《新建潍坊至莱西铁路客运专线环境影响评价信息二次公告》。
2016年8月11日-13日，由中国铁路总公司工程设计鉴定中心副总工程师丁亮等组成的审查组对潍莱高铁进行现场踏勘，对铁道第三勘察设计院编制的潍莱高铁初步设计进行了审查。

### 开工建设
2018年2月6日上午，新建潍莱高铁在位于莱西市望城街道办事处的张家庄特大桥打下了全线第一桩，拉开了潍莱高铁开工建设的序幕。按照项目总体建设安排，工程建设工期36个月。
2019年4月5日，潍莱高速铁路跨胶东调水渠100米连续梁合龙。8月6日，潍坊至莱西高速铁路电气化接触网第一杆组立，标志着潍莱高速铁路电气化工程正式开工。12月7日，潍莱高速铁路开始铺轨。

### 正线轨通
2020年5月9日，中铁十四局承担铺轨任务的潍莱高铁实现正线铺轨贯通。8月1日，青荣城际铁路莱西站青岛方向插入庞家屯线路所、荣成方向插入莱西东线路所信号工程安全完工，打通了潍莱高速铁路接入青荣城际铁路的电力、通信、信息、信号等四电通道。8月17日，潍莱高速铁路全线接触网一次送电成功，标志着潍莱高速铁路全线实现“电通”。8月20日，潍莱高速铁路联调联试正式启动。10月28日，潍莱高速铁路进入运行试验阶段。

### 开通运营
2020年11月26日，潍莱高铁开通运营，设计时速350公里，初期运营时速300公里。